# Mrs. Casey's Gorilla
Mrs. Casey's Gorilla è un cortometraggio muto del 1913 diretto da Edward Dillon.

## Produzione
Il film fu prodotto dalla Biograph Company.

## Distribuzione
Distribuito dalla General Film Company, il film - un cortometraggio di 201,75 metri - uscì nelle sale cinematografiche USA il 13 novembre 1913. Nelle proiezioni, veniva programmato con il sistema dello split reel, accorpato in un'unica bobina con un altro cortometraggio prodotto dalla Biograph, la commedia Mixed Nuts.
Non si conoscono copie ancora esistenti della pellicola che viene considerata presumibilmente perduta.